# Turdus maximus
El mirlo del Himalaya (Turdus maximus) es una especie de ave paseriforme de la familia Turdidae propia del Himalaya y el sureste de la meseta tibetana. Anteriormente se consideraba subespecie del mirlo común.

## Distribución
El mirlo del Himalaya mide entre 23–28 centímetros de largo. Su plumaje es principalmente pardo negruzco. Los machos tienen la cabeza, el pecho y las alas más negras. Su pico es de color anaranjado apagado.
El mirlo del Himalaya se diferencia del mirlo común por ser de mayor tamaño, carecer del anillo ocular amarillo ocular de este último, y tener un canto más simple.